# Pirata montanus
Pirata montanus är en spindelart som beskrevs av James Henry Emerton 1885. Pirata montanus ingår i släktet Pirata och familjen vargspindlar. Inga underarter finns listade i Catalogue of Life.